# أرنولد روس (موسيقي)
أرنولد روس (بالإنجليزية: Arnold Ross) هو موسيقي وعازف بيانو أمريكي، ولد في 29 يناير 1921 في بوسطن في الولايات المتحدة، وتوفي في 5 يونيو 2000 في كولفر سيتي في الولايات المتحدة.

## وصلات خارجية
- أرنولد روس على موقع IMDb (الإنجليزية)
- أرنولد روس على موقع ميوزك برينز (الإنجليزية)
- أرنولد روس على موقع أول ميوزيك (الإنجليزية)
- أرنولد روس على موقع ديسكوغز (الإنجليزية)